# L 드라
L 드라(일본어: Lドラ)는 TV 도쿄 계열에서 매주 평일의 드라마이다.

## 작품 소개
- 《Cafe 기치조지에서》
- 《사기꾼 리리코》
- 《마마는 뉴하프》
- 《카리유시 선생 힘내!》